# Amaunet
Amaunet vagy Amonet (ỉmn.t) az ókori egyiptomi vallás egyik istennője. A hermopoliszi Ogdoád (négy istenpárból álló csoport) egyik tagja, Ámon női párja. Neve Ámon nevének női változata, jelentése ugyanúgy „az elrejtett”.
Eredetileg lehet, hogy nem önálló istenség volt, hanem Ámon kiegészítőjeként jött létre. A Piramisszövegekben az istenpár árnyéka védelmező funkciót tölt be, így védelmező istennőként is tisztelték; védelmező, illetve anyai szerepben jelenik meg III. Thotmesz karnaki Ahmenu templomában, illetve Philipposz Arrhidaiosz egy reliefjén (szintén Karnakban). Szerepe volt a király trónra lépésével és a szed-ünneppel kapcsolatos szertartásokban. Karnakban saját papsága volt, Thébán kívül azonban nem terjedt el kultusza, és Thébában is már I. Szenuszert idejétől kezdve Mut vált jelentőssé Ámon hitveseként. Ennek ellenére Amaunet egészen a késői időkig megmaradt jelentős helyi istenségnek.

## Ikonográfiája
Ábrázolása rendszerint ember alakú, fején Alsó-Egyiptom vörös koronájával, kezében papiruszjogarral. Karnakban azonosították a szintén alsó-egyiptomi Neith istennővel. A karnaki Ámon-templomban áll Amaunet egy kolosszusa, melyet Tutanhamon emeltetett.